# 小行星5433
小行星5433（英語：5433 Kairen）是一颗围绕太阳公转的小行星。1988年11月10日，小島卓雄在千代田发现了此天体。
这颗小行星的绝对星等为160.76946等。